# Азербайджан на літніх юнацьких Олімпійських іграх 2014
Азербайджан на літніх юнацьких Олімпійських іграх 2014 року в китайському Нанкіні представляв 21 спортсмен, які змагалися в академічному веслуванні, боксі, боротьбі, дзюдо, легкої атлетики, плавання, стрільби, стрільби з лука та тхеквондо. У підсумку, азербайджанські спортсмени завоювали 12 медалей (5 золотих, 6 срібних і 1 бронзову). Тим самим Азербайджан зайняв 10 місце в загальному командному заліку.

## Медалісти
| Медаль | Спортсмен        | Вид спорту            | Дисципліна                              |
| ------ | ---------------- | --------------------- | --------------------------------------- |
| Золото | Саїд Гулієв      | Тхеквондо             | Юнаки, до 73 кг                         |
| Золото | Ісламбек Дадов   | Боротьба              | Юнаки, греко-римська боротьба, до 69 кг |
| Золото | Теймур Мамедов   | Боротьба              | Юнаки, вільна боротьба, до 63 кг        |
| Золото | Ігбал Гаджизаде  | Боротьба              | Юнаки, вільна боротьба, до 100 кг       |
| Золото | Руфат Гусейнов   | Бокс                  | Юнаки, до 49 кг                         |
| Срібло | Натік Гурбанли   | Дзюдо                 | Юнаки, до 55 кг                         |
| Срібло | Лейла Алієва     | Дзюдо                 | Дівчата, до 44 кг                       |
| Срібло | Чорний Озбек     | Тхеквондо             | Юнаки, до 44 кг                         |
| Срібло | Борис Йотов      | Академічне веслування | Юнаки 1000 метрів                       |
| Срібло | Джаббар Наджафов | Боротьба              | Юнаки, греко-римська боротьба, до 50 кг |
| Срібло | Лейла Гурбанова  | Боротьба              | Дівчата, жіноча боротьба, до 52 кг      |
| Бронза | Назім Бабаєв     | Легка атлетика        | Юнаки, потрійний стрибок                |

## Змагання

### Академічне веслування
Юнаки
- Борис Йотов[1]

### Бокс
Юнаки
- Руфат Гусейнов, до 49 кг
- Масуд Юсіфзаде, до 52 кг
- Мухаммедалі Таїров, від 91 кг

### Боротьба
У червні-липні 2013 року в регіонах Азербайджану під керівництвом головного консультанта національної збірної країни з вільної боротьби Сайпулли Абсаідова пройшла відбіркова комісія, організована Національною федерацією боротьби, з метою знаходження і підготовки нових і перспективних борців до юнацьких Олімпійських ігор. Комісія переглянула загальний підготовчий процес, фізичне і тактико-технічний стан борців 1999—2003 років народження. На першому етапі було вибрано близько 80 борців, як вільного, так і греко-римського стилю, які взяли участь в зборах в Баку під керівництвом тренерського корпусу збірних команд Азербайджану.
Юнаки
- Теймур Мамедов, вільна боротьба, до 63 кг
- Ігбал Гаджизаде, вільна боротьба, до 63 кг
- Джаббар Наджафов, греко-римська боротьба, до 50 кг
- Ісламбек Дадов, греко-римська боротьба, до 69 кг

Дівчата
- Лейла Гурбанова, жіноча боротьба, до 52 кг

### Дзюдо
Юнаки
- Натік Гурбанли[3]

Дівчата
- Лейла Алієва[3]

### Легка атлетика
Юнаки
- Назім Бабаєв, потрійний стрибок

Дівчата
- Бенафета Гадіес, біг 3000 м
- Олена Гладкова, стрибки з жердиною

### Плавання
Дівчата
- Ельвіра Гасанова[4]

### Стрілянина
Юнаки
- Урфан Ахундов, 10 м, пневматичний пістолет

### Стрільба з лука
Дівчата
- Суграханим Мугабільзаде, одинака

### Тхеквондо
'Юнаки
- Саїд Гулієв[5]

Дівчата
- Гюльхане Йешілдалда[5]
- Сафійе Полат[5]
- Чорний Озбек[5]